# José Ignácio Teixeira
Capitão José Ignácio Teixeira foi um dos fundadores do município brasileiro do estado de São Paulo, Monte Alegre do Sul, onde foi abastado fazendeiro produtor de café.
Casou-se com Dona Maria Luiza da Conceição Teixeira. Muito trabalhou pelo progresso de Monte Alegre do Sul, principalmente na construção de uma capela para servir de sede de uma povoação que tinha por fim, a adoração do Santo Senhor Bom Jesus da Coluna do Bairro da Capelinha e, posteriormente, como Bairro dos Farias, este antigo nome da cidade.
Com a oferta do terreno por Lourenço de Godoy, e com os esforços do Capitão José Inácio, Teodoro de Assis e outros montealegrenses, iniciou-se a construção da capela que deu início ao povoado.